# Vecelin

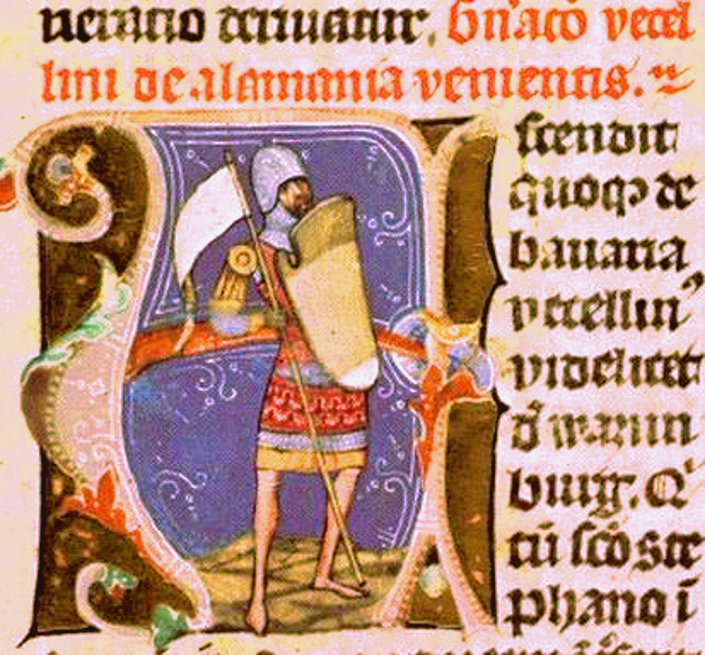
Vecelin, d'après les Chronica Hungarorum

Vecelin,, aussi Vecellin et Vencellin, était l'un des principaux commandants du roi Étienne Ier de Hongrie entre la fin du Xe siècle et le début du XIe siècle. Il avait des origines bavaroises et venait d'une ville nommée soit Wasserburg soit Weissenburg.